# Titularbistum Catula
Das Bistum Catula (italienisch diocesi di Catula, lateinisch Dioecesis Catulensis) ist ein Titularbistum der römisch-katholischen Kirche.
Es geht zurück auf einen untergegangenen Bischofssitz in der gleichnamigen antiken Stadt, die in der römischen Provinz Mauretania Caesariensis (heute nördliches Algerien) lag.
| Titularbischöfe von Catula |                               |                                                                         |                  |                   |
| Nr.                        | Name                          | Amt                                                                     | von              | bis               |
| 1                          | Stephen Anthony Appelhans SVD | Apostolischer Vikar von Ost-Neuguinea (Territorium Papua und Neuguinea) | 8. Juli 1948     | 16. Juli 1951     |
| 2                          | Paul-Léon Seitz MEP           | Apostolischer Vikar von Kontum (Südvietnam)                             | 19. Juni 1952    | 24. November 1960 |
| 3                          | Pedro Bantigue y Natividad    | Weihbischof in Manila (Philippinen)                                     | 29. Mai 1961     | 26. Januar 1967   |
| 4                          | Renato Luisi                  | emeritierter Bischof von Nicastro (Italien)                             | 1. Juni 1968     | 22. Mai 1977      |
| 5                          | José Manuel Lorenzo           | Weihbischof in Buenos Aires (Argentinien)                               | 10. Juni 1977    | 26. November 1983 |
| 6                          | James Kendrick Williams       | Weihbischof in Covington (USA)                                          | 15. April 1984   | 14. Januar 1988   |
| 7                          | John Robert Gorman            | Weihbischof in Chicago (USA)                                            | 16. Februar 1988 | 1. Juni 2025      |
| 8                          | Krzysztof Dukielski           | ernannter Weihbischof in Radom (Polen)                                  | 12. Juli 2025    | 6. August 2025    |